# Oseltamivir
Oseltamivir is een geregistreerd geneesmiddel en bekend onder de merknaam Tamiflu. De registratie geldt voor de behandeling en voor de preventie van influenza. Gebruik van Tamiflu zou de vermenigvuldiging van virussen in het lichaam verminderen, zodat geïnfecteerde lichaamscellen geen andere cellen besmetten. Dit preventief effect van Tamilflu is echter niet bewezen en het effect op griepsymptomen is beperkt.[5]
De fabrikant, Roche, produceert Tamiflu uit shikiminezuur, dat uit de vruchten van de Chinese steranijs wordt geïsoleerd.
De stof is opgenomen in de lijst van essentiële geneesmiddelen van de WHO.

## Toepassingen
Tamiflu is in 2003 onder andere ingezet ter preventie van besmetting van mensen met het vogelpestvirus tijdens de bestrijding van de vogelpestepidemie. Zo werden de mensen beschermd die worden blootgesteld bij werkzaamheden in de stallen met de besmette dieren. In een enkel geval werd het ingezet voor de behandeling van mensen die een besmetting met het virus hebben opgelopen. Anno 2005, in de tijd dat de vogelpest in Europa is aangekomen, dekken de nationale overheden zich volop met het middel in om in het geval van een pandemie te kunnen ingrijpen. De wereldgezondheidsorganisatie (WHO) heeft aanbevolen zoveel van het middel op voorraad te houden, dat 25 procent van de bevolking kan worden behandeld. Het doel van de inzet van Tamiflu is zoveel tijd te winnen, dat de ontwikkelingstijd voor een inentingsstof overbrugd kan worden. Door de grote vraag is dit middel voor Roche een grote winstmaker geworden.
In 2009 wordt geopperd om Tamiflu in te zetten tegen de Mexicaanse griep. Dit gelet op het matig beschermende effect bij de vogelgriep en matige effectiviteit tegen H1N1. Op advies van de Gezondheidsraad heeft de Nederlandse overheid in 2009 4,5 miljoen doses aangeschaft als voorbereiding voor de grieppandemie die toen verwacht werd.
Een Nederlandse dierenarts die nauw betrokken was bij de bestrijding van de vogelgriep en oseltamivir was onthouden, overleed aan de ziekte in 2003.

## Medische werking
Oseltamivir en andere gangbare antivirale middelen zijn neuraminidase-remmers. Zij blokkeren het enzym neuraminidase, een enzym op de membraan van het influenzavirus dat essentieel is voor de replicatie van het influenza virus.
Neuraminidase zorgt ervoor dat de virussen, nadat ze zich vermenigvuldigd hebben in de gastheercel, de gastheercel kunnen verlaten om zich verder door het weefsel te verspreiden. Door het virale neuraminidase te remmen kunnen nieuwe virussen de geïnfecteerde cellen niet verlaten en wordt de verspreiding van de infectie naar andere cellen onderbroken.
Nieuwe influenzavirussen die door de gastheercel worden geproduceerd blijven aan de gastheercel gehecht door binding tussen het virale eiwit hemagglutinine en een sialinezuurfragment van glycoproteïnen van de celmembraan. Neuraminidase splitst de binding tussen het sialinezuur en de rest van het glycoproteïne, hierdoor kan het virus zich verder verspreiden.
Onderzoekers van Gilead Sciences ontwikkelden eind jaren 90 een analogon van de overgangstoestand van deze splitsingsreactie, met het idee dat een dergelijke molecule competitief met neuraminidase bindt. Uiteindelijk bleek een molecule met codenaam GS-4071 in staat om zich zeer sterk met viraal neuraminidase te binden. Oseltamivir is het ethylester van deze molecule, en wordt in de lever omgezet in zijn biologisch actieve vorm, en is dus een zogenaamde prodrug.

### Beperkt effectief
In december 2009 concludeerden onafhankelijke onderzoekers in een overzichtsstudie van alle beschikbare literatuur omtrent Tamiflu dat het middel veel minder effectief is dan wordt aangenomen. Het vermeende preventief effect is niet bewezen en de reductie van symptomen bij al aanwezige griep is beperkt. Ook blijkt dat de schaarse beschikbare effectiviteitsstudies tegenstrijdig zijn. De auteurs wijzen erop dat de enige studie waarin Tamiflu wel duidelijk een positief effect op het verloop van influenzabesmettingen had juist door Roche, de fabrikant van Tamiflu, gefinancierd was. In reacties op deze meta-analyse wezen critici erop dat (het gebrek aan) positieve effecten slechts gold voor normaal gezonde personen bij reguliere influenza, maar dat de werking van Tamiflu voor ernstig zieke patiënten en patiënten met een hoog risico bij de H1N1 pandemie wel licht positief was. In 2015 bevestigde The Lancet dat het middel de ziekteduur enigszins bekort. Uit de Europese registratietekst blijkt dat mensen die het middel slikken binnen 48 uur na de eerste ziekteverschijnselen gemiddeld ongeveer een dag minder ziek zijn. In een meta-analyse uit 2014 bleek de reductie in ziekteduur ongeveer 17 uur.
Uit een kleine studie waarbij een onderzoeker van natuurgeneesmiddelenproducent A.Vogel betrokken was uit 2015 zou blijken dat Tamiflu ongeveer even effectief is als het kruidenmiddel Echinacea bij de bestrijding van griep, maar meer bijwerkingen heeft.

### Rechtszaak in Nederland
In 2008 vroeg de firma Roche tevergeefs bij de rechtbank te Amsterdam om Tamiflu toe te laten in het Geneesmiddelenvergoedingssysteem (GVS). Roche had bij de minister van VWS een aanvraag ingediend om Tamiflu op te nemen in de Regeling zorgverzekering en daarmee in het GVS. De minister heeft, gebaseerd op het advies van het CVZ, de aanvraag afgewezen.
In de uitspraak overwoog de rechtbank letterlijk het volgende:
"Dat het CVZ voor wat betreft de therapeutische meerwaarde en doelmatigheid van Tamiflu tot een ander oordeel is gekomen dan een aantal deskundigen, de EMEA, de Gezondheidsraad en de EMEA betekent verder niet dat het oordeel van het CVZ onmiskenbaar onjuist is. Het CVZ is immers niet gehouden deze deskundigen en/of instanties te volgen bij het vormen van haar oordeel. Dat deze deskundigen en instanties eventueel het betoog van Roche Ltd. onderschrijven, is onvoldoende om te kunnen concluderen dat het oordeel van het CVZ de toets der kritiek niet kan doorstaan."

## Bijwerkingen
Bij het gebruik van oseltamivir komen vaak bijwerkingen voor, maar deze zijn in het algemeen niet ernstig van aard. Misselijkheid en braken zijn de meest voorkomende bijwerkingen.
In 2008 waarschuwde de Amerikaanse Food and Drug Administration voor psychiatrische afwijkingen door gebruik van Tamiﬂu naar aanleiding van ruim honderd nieuwe gevallen van ongebruikelijk psychiatrisch gedrag bij kinderen die Tamiﬂu hadden genomen. De jonge mensen kregen o.a. last van een delirium of hallucinaties en verwondden zichzelf, soms met fatale afloop. Het betrof vooral Japanse jongeren. De FDA adviseert daarom dat het gedrag van patiënten die het middel nemen, goed in de gaten moet worden gehouden. De waarschuwing moet voortaan op de bijsluiter van Tamiﬂu. Later onderzoek uit 2015 gaf geen aanwijzingen voor neurologische of psychiatrische bijwerkingen of andere ernstige bijwerkingen.
Ook de International Society of Drug Bulletins, een wereldwijd netwerk van geneesmiddelentijdschriften die onafhankelijk zijn van de farmaceutische industrie, adviseert gebruik van oseltamivir bij gewone griep te vermijden, en doet een beroep op de WHO om te stoppen met het aanleggen van voorraden.
Over de eventuele gevaren van gebruik van Tamiflu gedurende zwangerschap en borstvoeding is onvoldoende bekend, en gebruik mag in deze gevallen alleen worden overwogen indien het potentiële voordeel voor de moeder het potentiële risico voor de foetus of het kind rechtvaardigt.

## Synthese

Synthese van oseltamivir met als basisstof 1,4-cyclohexadieen